# Gobiobotia pappenheimi
Gobiobotia pappenheimi är en fiskart som beskrevs av Kreyenberg, 1911. Gobiobotia pappenheimi ingår i släktet Gobiobotia och familjen karpfiskar. Inga underarter finns listade i Catalogue of Life.